# Kanton Beaumesnil
Beaumesnil is een voormalig kanton van het Franse departement Eure. Het kanton maakte deel uit van het arrondissement Bernay. Op 22 maart 2015 is het kanton opgeheven en werden de gemeenten opgenomen in het op die dag gevormde kanton Bernay.

## Gemeenten
Het kanton Beaumesnil omvatte de volgende gemeenten:
- Ajou
- La Barre-en-Ouche
- Beaumesnil (hoofdplaats)
- Bosc-Renoult-en-Ouche
- Épinay
- Gisay-la-Coudre
- Gouttières
- Granchain
- Jonquerets-de-Livet
- Landepéreuse
- Le Noyer-en-Ouche
- La Roussière
- Saint-Aubin-des-Hayes
- Saint-Aubin-le-Guichard
- Sainte-Marguerite-en-Ouche
- Saint-Pierre-du-Mesnil
- Thevray